# Trädkaktus
Trädkaktus (Pereskia aculeata) är en kaktusväxtart som beskrevs av Philip Miller. Enligt Catalogue of Life ingår Trädkaktus i släktet trädkaktusar och familjen kaktusväxter, men enligt Dyntaxa är tillhörigheten istället släktet trädkaktusar och familjen kaktusväxter. IUCN kategoriserar arten globalt som livskraftig. Arten förekommer tillfälligt i Sverige, men reproducerar sig inte. Inga underarter finns listade i Catalogue of Life.

## Bildgalleri

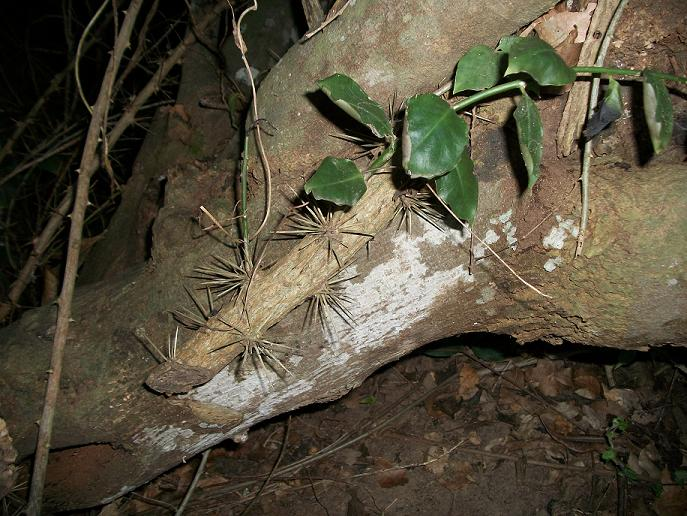